# Jerome (Arizona)
Jerome é uma vila localizada no estado americano do Arizona, no condado de Yavapai. Foi incorporada em 1899. Fundada no final do século XIX sobre o Monte Cleopatra, com vista para o Vale Verde, a vila de Jerome está localizada a mais de 1.500m acima do nível do mar. Está a 160km ao norte de Phoenix, pela Rota Estadual 89A, estando entre as cidades de Sedona e Prescott. A vila viveu seu apogeu de prosperidade na década de 1920, graças às minas de cobre ali localizadas. Na época, tinha uma população de mais de 10.000 habitantes. De acordo com o Censo de 2010, 444 pessoas residem na vila. Nos dias atuais, Jerome é mais conhecida por suas atrações turísticas, como sua fama de cidade-fantasma e as vinícolas locais.

## Geografia
De acordo com o United States Census Bureau, a vila tem uma área de 2,2 km², onde todos os 2,2 km² estão cobertos por terra.

### Localidades na vizinhança
O diagrama seguinte representa as localidades num raio de 32 km ao redor de Jerome.

## Demografia
Segundo o censo nacional de 2010, a sua população é de 444 habitantes e sua densidade populacional é de 199,3 hab/km². Possui 290 residências, que resulta em uma densidade de 130,2 residências/km².